# سینما هما
سینما هما یا سینما ایران نام یک سالن نمایش فیلم‌های سینمایی در شهر کرمانشاه بود. این سینما سومین سالن سینمایی بود که در این شهر تأسیس شد. سینما هما در سال ۱۳۲۰ خورشیدی تأسیس شد و پس از تغییر نام تا سال ۱۳۵۷ فعال بود.

## تاریخچه
سینما هما در سال ۱۳۲۰ توسط حسنعلی‌خان اعظم زنگنه که فرزند میرزا یحیی‌خان زنگنه (سالار اشرف) یکی از نمایندگان کرمانشاه در دوره‌های پنجم و ششم مجلس شورای ملی بود تأسیس شد. گفته می‌شود که سینما هما پس از چندی فعالیت دچار آتش‌سوزی شده‌است. به جای این سینما، در سال ۱۳۲۳ سینمای دیگری در نزدیکی مکان اولیهٔ آن با نام سینما ایران ساخته شد. مشخص نیست که سینما هما تا چه تاریخی فعال بوده‌است، اما با وقوع انقلاب بهمن ۱۳۵۷ توسط سازمان اوقاف و امور خیریهٔ استان کرمانشاه مصادر شده‌است. پس از انقلاب این سینما تا مدت‌ها غیرفعال بود، و در نهایت در اواخر دههٔ ۱۳۷۰ تخریب شد و جای خود را به پاساژی به نام ایران داد.

## موقعیت
محمدعلی سلطانی مکان اولیهٔ سینما هما را تیمچهٔ ظهیرالملک دانسته‌است. اما جواد سحابی این سینما را سینمایی تابستانی در خیابان شریعتی دانسته که اکنون به جای آن دبیرستان دخترانهٔ معلم ساخته شده‌است. مکان سینما ایران تا دههٔ ۱۳۷۰ نیز در خیابان مدرس در مقابل مسجد جامع کرمانشاه پابرجا بود. این سینما در مقابل مسجد جامع قرار داشت و بعضی از روحانیان که در این مسجد روی منبر می‌رفتند، دید مثبتی نسبت به این سینما نداشته و مرتباً می‌گفتند که این لانه کفر را از جلوی مسجد بردارید.

## فضای سینما
سینما ایران در دهه‌های ۴۰ و ۵۰ خورشیدی سینمایی روشنفکری به شمار می‌آمد و فیلم‌های هنری غیرایرانی را به نمایش می‌گذاشت. فیلم‌های آلفرد هیچکاک، فیلم‌هایی از دیوید لین مانند پل رودخانه کوای (۱۹۵۷)، بورژوای کوچک کوچک (۱۹۷۷) اثر ماریو مونیچلی و ... در این سینما به نمایش درآمد. به دلیل نمایش این‌گونه فیلم‌ها مشتری سینما ایران را فرهنگیان، کارمندان دولت و نیز دانش‌آموزان دبیرستان‌ها تشکیل می‌دادند.
قیمت صندلی‌های سینما ایران با توجه به دوری یا نزدیکی از پرده تعیین شده‌بود. در دههٔ ۱۳۴۰ بلیط ردیف‌های جلو شش ریال، و انتهای سالن که «لُژ» خوانده می‌شد بیست ریال بود. نمایش فیلم صبح‌ها در یک سانس و بعدازظهرها در دو سانس صورت می‌گرفت. همچنین سانس شبانه نیز به خانواده‌ها اختصاص داشت که با توجه به فصول سال بین ساعات ۹ تا ۱۱، و یا ۱۰ تا ۱۲ بود. با توجه به نزدیکی سینما ایران به دبیرستان‌های پسرانهٔ کزازی، رازی و شاپور مشتری سانس صبح سینما ایران را عمدتاً دانش‌آموزان تشکیل می‌دادند که تماشای فیلم را به حضور در کلاس‌های درس ترجیح می‌دادند.

## رخدادهای تاریخی
در روز اول ماه مه ۱۳۲۵ به مناسبت روز جهانی کارگر، کارگران شرکت نفت کرمانشاه در سینما ایران جمع شده و به تماشای فیلمی از سینمای شوروی با موضوع مقاومت مردم در برابر آلمان نازی پرداختند. بنا بر برنامه کارگران پس از تماشای فیلم به سمت باشگاه شورای متحده‌ی ایالتی اتحادیه‌های کارگران به راه افتادند، اما در میدان شهرداری سابق (انقلاب اسلامی کنونی) توسط پلیس به گلوله بسته شده و ١٤ نفر کشته و ١٢٠ نفر زخمی شدند.